# Region Ancash
Die Region Ancash [ˈaŋkaʃ] (spanisch Región Ancash, Ancash-Quechua Ankash shuyu oder Anqash shuyu) ist eine peruanische Verwaltungsregion in den Anden. Auf einer Fläche von 35.914,41 km² leben 1.148.600 (2015) Menschen. Die Hauptstadt ist Huaraz. Chimbote ist die einwohnerstärkste Stadt der Region.

## Name
Der Name Ancash kommt aus dem Quechua und leitet sich entweder von anka („Adler“) oder anqas („blau“) ab.

## Geographie
Ancash liegt nördlich der Region Lima Provincias am Pazifik und wird im Osten vom Fluss Marañón begrenzt. Das Land ist größtenteils von den Anden geprägt. Die Teilgebirge Cordillera Blanca und Cordillera Negra weisen ein Dutzend Berge über 5000 Meter auf, unter anderem den Huascarán, mit 6768 Metern der höchste Berg Perus. Sie werden durch den Callejón de Huaylas, dem Hochtal des Rio Santa, geteilt. Der Alpamayo (5947 m) wurde 1996 in München als der schönste Berg der Welt ausgezeichnet.
In der Region Ancash finden sich bekannte vorkolumbische Ruinenstätten wie z. B. Chavín de Huántar und Willkawain.

## Geschichte
Im Zeitraum zwischen 900 und 300 v. Chr. entstand und blühte in dieser Region die Chavinkultur.
Im 15. Jahrhundert wurde das Santa-Tal durch den Herrscher Pachacútec Yupanqui dem Inkareich einverleibt. Die ersten Spanier wurden durch den Silberreichtum der Region angelockt. Sie zerstörten die Städte der Inkas und errichteten die Stadt Huaraz.
Am 31. Mai 1970 erschütterte ein starkes Erdbeben das ganze Land. Die Stadt Yungay wurde durch eine Mure völlig zerstört, 20.000 Menschen ließen dabei ihr Leben.

## Bevölkerung
Die Bevölkerungszahl der Region Ancash stieg von 1.024.581 (1996) auf 1.154.523 (2005) und verteilt sich nach offiziellen Regierungsschätzungen wie folgt auf die Altersstruktur der Bevölkerung:
| Alter       | Einwohner    |
| ----------- | ------------ |
| Gesamt      | 1.154.523 E. |
| 0–4 Jahre   | 10,9 %       |
| 5–9 Jahre   | 11,4 %       |
| 10–14 Jahre | 11,2 %       |
| 15–19 Jahre | 9,8 %        |

| Alter       | Einwohner |
| ----------- | --------- |
| 20–24 Jahre | 8,4 %     |
| 25–29 Jahre | 7,7 %     |
| 30–34 Jahre | 6,8 %     |
| 35–39 Jahre | 6,0 %     |
| 40–44 Jahre | 5,6 %     |

| Alter       | Einwohner |
| ----------- | --------- |
| 45–49 Jahre | 5,1 %     |
| 50–54 Jahre | 4,5 %     |
| 55–59 Jahre | 3,6 %     |
| 60–64 Jahre | 2,9 %     |
| 65+ Jahre   | 6,1 %     |

2017 wurden 1.083.519 Einwohner gezählt.
Die wichtigsten Sprachen in Ancash sind Spanish (68,5 % Muttersprachler) und Quechua (30,5 %, Variante Ancashino mit zwanzig verschiedenen Dialekten).

## Wirtschaft
Die Region Ancash lebt von der Landwirtschaft (Ackerbau im Callejón de Huaylas, Viehzucht in den Bergen), von etwa Tourismus (vor allem in der Cordillera Blanca und in Huaraz) und vor allem vom Bergbau. Allein das Kupfer- und Zinkbergwerk Antamina, eines der weltweit größten, 52 km östlich von Huaraz gelegen, erwirtschaftete 43 % des Bruttoinlandsproduktes der Region Ancash im Jahre 2020.

## Politische Gliederung
Die Region Ancash ist in 20 Provinzen und 165 Distrikte unterteilt.
| Provinz                   | Hauptstadt |
| ------------------------- | ---------- |
| Aija                      | Aija       |
| Antonio Raymondi          | Llamellín  |
| Asunción                  | Chacas     |
| Bolognesi                 | Chiquian   |
| Carhuaz                   | Carhuaz    |
| Carlos Fermín Fitzcarrald | San Luis   |
| Casma                     | Casma      |
| Corongo                   | Corongo    |
| Huaraz                    | Huaraz     |
| Huari                     | Huari      |
| Huarmey                   | Huarmey    |
| Huaylas                   | Caraz      |
| Mariscal Luzuriaga        | Piscobamba |
| Ocros                     | Ocros      |
| Pallasca                  | Cabana     |
| Pomabamba                 | Pomabamba  |
| Recuay                    | Recuay     |
| Santa                     | Chimbote   |
| Sihuas                    | Sihuas     |
| Yungay                    | Yungay     |